# 22 juillet en sport
22 juin 22 août
Chronologies thématiques
- Croisades
- Ferroviaires
- Disney

Le 22 juillet (203e jour de l'année ou 204e en cas d'année bissextile) en sport.

## Événements

### XIXesiècle
- 1870 :
  - (Aviron) : régate universitaire entre Harvard et Yale. Harvard s'impose[1].
- 1894 :
  - (Sport automobile) : Première compétition automobile de l'histoire, qui se déroula en France entre Paris et Rouen. 4 abandons sur 21 concurrents sur 102 inscrits. Elle a été patronnée par Le Petit Journal, à l'initiative du journaliste Pierre Giffard et avait pour objectif de déterminer le véhicule qui serait le plus sûr, facile à manier, et peu coûteux. Il s'agit d'un concours de fiabilité et non pas d'une course de vitesse. Le premier prix de 5 000 francs est partagé entre "Panhard & Levassor" et "Les fils de Peugeot frères".

### XXesièclede1901à1950
- 1923 :
  - (Athlétisme) : Charles Hoff porte le record du monde du saut à la perche à 4,21 m.
  - (Cyclisme) : Henri Pélissier remporte la 17e édition du Tour de France.
  - (Football) : Genoa remporte le championnat d’Italie.
- 1927 :
  - (Football) : Fondation de l'AS Roma.
- 1928 :
  - (Football) : Torino Football Club remporte le championnat d’Italie.
- 1934 :
  - (Sport automobile) : Grand Prix automobile d'Albi.

### XXesièclede1951à2000
- 1962 :
  - (Athlétisme) : Valeriy Brumel établit un nouveau record du monde du saut en hauteur à 2,26 mètres.
- 1979 :
  - (Cyclisme) : Bernard Hinault remporte son deuxième Tour de France.
- 1984 :
  - (Formule 1) : Grand Prix automobile de Grande-Bretagne.
- 1990 :
  - (Cyclisme) : Greg LeMond remporte son troisième Tour de France.

### XXIesiècle
- 2001 :
  - (Golf) : David Duval gagne le tournoi du British Open.
- 2002 :
  - (Tennis) : l'Argentin José Acasuso remporte le tournoi sur terre battue de Sopot (Pologne) en battant en finale son compatriote Franco Squillari sur le score de 2-6, 6-1, 6-3
- 2005 :
  - (Cyclisme) : Giuseppe Guerini remporte la dix-neuvième étape du Tour de France 2005
  - (Nage en eau libre) : Edith van Dijk emporte l'or aux championnats du monde, au 25 km femmes.
  - (Plongeon) : Jingjing Guo emporte l'or aux championnats du monde, au tremplin de trois mètres individuel.
  - (Saut à la perche) : Yelena Isinbayeva devient la première femme à passer la barre des cinq mètres, lors du meeting de Londres.
- 2006 :
  - (Football américain) : Les Vikings de Vienne remportent l'Eurobowl face aux Flash de La Courneuve.
  - (Rugby à XV) : Tri-nations 2006 : la Nouvelle-Zélande a battu l'Afrique du Sud à Wellington par 35-12.
- 2007 :
  - (Athlétisme) : Clôture du Championnats d'Europe juniors d'athlétisme 2007 aux Pays-Bas. La Russie termine première du tableau des médailles.
  - (Catch) : Déroulement de The Grat American Bash.
  - (Champ Car) : Sébastien Bourdais remporte le Grand Prix automobile d'Edmonton et reprend la tête du championnat.
  - (Cyclisme) : Quatorzième étape du Tour de France 2007 (Mazamet-Plateau de Beille sur 197 km). L'Espagnol Alberto Contador (Discovery Channel) gagne l'étape devant le Danois Michael Rasmussen qui consolide son maillot jaune.
  - (Football) : Finale de la Coupe du monde de football des moins de 20 ans 2007. L'Argentine s'impose 2-1 contre la République tchèque.
  - (Formule 1) : Le Grand Prix d'Europe est remporté par Fernando Alonso (McLaren-Mercedes) devant Felipe Massa (Ferrari) et Mark Webber (Red Bull). À noter la non-présence de Lewis Hamilton dans les points, neuvième, entre les deux Renault de Giancarlo Fisichella et Heikki Kovalainen. Une course marquée par la pluie qui au bout de deux tours, a fait sortir de la piste Vitantonio Liuzzi, Nico Rosberg, Adrian Sutil, Lewis Hamilton, Jenson Button et Scott Speed.
  - (Motocyclisme) : Casey Stoner sur Ducati remporte le Grand Prix des États-Unis.
  - (Tennis) :
    - Rafael Nadal s'impose 6-4, 7-5 contre Stanislas Wawrinka au tournoi ATP de Stuttgart.
    - Radek Štěpánek s'impose 7-6, 5-7, 6-2 contre James Blake au tournoi ATP de Los Angeles.
    - Steve Darcis s'impose 6-1, 7-6 contre Werner Eschauer au tournoi ATP d'Amersfoort.
    - Anna Chakvetadze s'impose 6-1, 6-3 contre Akiko Morigami au tournoi de Cincinnati.
    - Ágnes Szávay s'impose 7-5, 6-2 contre Martina Müller au tournoi de Palerme.
- 2008 :
  - (Athlétisme) : Meeting de Stockholm.
- 2010 :
  - (Escrime) : Clôture du Championnats d'Europe.
- 2011 :
  - (Rugby à XV) : la Nouvelle-Zélande bat largement les Fidji lors d'un test match disputé à Dunedin pour récolter des fonds pour les victimes du tremblement de terre de Christchurch. Les All-Black marquent huit essais et en concèdent deux[2].
- 2012 :
  - (Cyclisme) : le Britannique Bradley Wiggins remporte le 99e Tour de France suivi par son compatriote Christopher Froome et par l'Italien Vincenzo Nibali.
- 2015 :
  - (Cyclisme sur route /Tour de France) : sur la 17e étape du Tour de France, victoire de l’Allemand Simon Geschke. Au général Christopher Froome conserve le maillot jaune.
- 2016 :
  - (Athlétisme /Record du monde) : l'Américaine Kendra Harrison enlève le 100m haies du meeting de Londres en 12 secondes et 20 centièmes, battant d'un centième le record du monde de la Bulgare Yordanka Donkova qui tenait depuis vingt-huit ans[3].
  - (Cyclisme sur route /Tour de France) : sur la 19e étape du Tour de France 2016, victoire du Français Romain Bardet devant les Espagnols Joaquim Rodríguez et Alejandro Valverde. Le Britannique Christopher Froome garde le maillot jaune.
  - (Jeux de Pékin 2008 et Jeux de Londres 2012 /Dopage) : le CIO annonce que 45 athlètes se verront retirer leurs médailles des olympiades 2008 et 2012[4].
- 2021 :
  - (Jeux olympiques d'été /JO d'été de Tokyo) : 2e jour de compétition des Jeux olympiques à Tokyo, toutefois, il ne s'agit pas de l'ouverture officielle, veille de la Cérémonie d'ouverture car les huit rencontres de la première journée du premier tour du tournoi masculin de football sont au programme, de même que les trois rencontres de la deuxième journée du tournoi de softball.
- 2023 :
  - (Cyclisme sur route /Tour de France) : sur la 20e étape du Tour de France qui se déroule entre Belfort (Territoire de Belfort) et Le Markstein (Haut-Rhin), sur une distance de 133,5 kilomètres[5], victoire du Slovène Tadej Pogačar et le Danois Jonas Vingegaard conserve son maillot jaune.
  - (Escrime /Mondiaux) : début de la 69e édition des championnats du monde d'escrime qui ont lieu jusqu'au 30 juillet 2023 à Milan, en Italie.

## Naissances

### XIXesiècle
- 1849 :
  - Frederick Maddison, footballeur anglais. (1 sélection en équipe nationale). († 25 septembre 1907).
- 1862 :
  - Cosmo Edmund Duff Gordon épéiste britannique. († 20 avril 1931).
- 1877 :
  - Giovanni Giorgio Trissino cavalier de saut d'obstacles en hauteur et en longueur italien. Champion olympique du saut en hauteur et médaillé d'argent du saut en longueur aux Jeux de Paris 1900. († 22 décembre 1963).
- 1878 :
  - Edgar Ladenburg, pilote de courses automobile allemand. († ? 1941).
- 1890 :
  - Lucien Gamblin, footballeur français. (17 sélections en équipe de France). († 30 août 1972).
- 1899 :
  - Domingo Tejera, footballeur uruguayen. Champion olympique aux Jeux d'Amsterdam 1928. Champion du monde de football 1930. Vainqueur des Copa América 1920 et 1926. (20 sélections en équipe nationale). († 30 juin 1969).

### XXesièclede1901à1950
- 1902 :
  - Andrés Mazali, footballeur puis entraîneur uruguayen. Champion olympique aux Jeux de Paris 1924 et aux Jeux d'Amsterdam 1928. Vainqueur des Copa América 1923, 1924 et 1926. (21 sélections en équipe nationale). († 30 octobre 1975).
- 1909 :
  - Dorino Serafini, pilote de courses automobile et de moto italien. († 5 juillet 2000).
- 1916 :
  - Gino Bianco, pilote de courses automobile brésilien. († 8 mai 1984).
  - Marcel Cerdan, boxeur français. Champion du monde de boxe poids moyens 1948-1949. († 28 octobre 1949).
- 1923 :
  - Jean de Herdt, judoka français. Champion d'Europe de judo 3e dan, toutes catégories et par équipes 1951 puis 4e dan 1952 et 1955. († 5 janvier 2013).
- 1927 :
  - George Hunter, boxeur sud-africain. Champion olympique des -80kg aux Jeux de Londres 1948. († 14 décembre 2004).
- 1928 :
  - Jimmy Hill, footballeur puis entraîneur ensuite journaliste et présentateur TV anglais. († 19 décembre 2015).
- 1929 :
  - John Barber, pilote de courses automobile britannique. († 4 février 2015).
- 1931 :
  - Leo Labine, hockeyeur sur glace canadien. († 25 février 2005).
- 1934 :
  - Leon Rotman, céiste roumain. Champion olympique du 1 000 mètre monoplace et du 10 000 mètres monoplace aux Jeux de Melbourne 1956 et médaillé de bronze du 1 000 mètre monoplace aux Jeux de Rome 1960.
- 1935 :
  - Ron Springett, footballeur anglais. Champion du monde de football 1966. (33 sélections en équipe nationale). († 12 septembre 2015).
- 1937 :
  - Jean-Claude Lebaube, cycliste sur route français. († 2 mai 1977).
- 1942 :
  - Bernd Schröder, footballeur puis entraîneur allemand. Sélectionneur de l'Équipe d'Allemagne de l'Est en 1990. Vainqueur de la Coupe féminine de l'UEFA 2005 et de la Ligue des champions féminine 2010.
- 1949 :
  - Lasse Virén, athlète de fond  puis homme politique finlandais. Champion olympique du 5 000m et du 10 000m aux Jeux de Munich 1972 et aux Jeux de Montréal 1976. Détenteur du record du monde du 5 000 m du 14 septembre 1972 au 20 septembre 1972 et du record du monde du 10 000 m du 3 septembre 1972 au 13 juillet 1973.

### XXesièclede1951à2000
- 1956 :
  - Patricia Emonet, skieuse française.
  - Scott Sanderson, joueur de baseball américain.
- 1957 :
  - Dave Stieb, joueur de baseball américain.
- 1960 :
  - Djamel Menad, footballeur algérien. († 22 mars 2025).
- 1961 :
  - Pascal Jules, cycliste sur route français. († 25 octobre 1987).
- 1962 :
  - Alvin Robertson, basketteur américain.
  - Jean-Claude Leclercq, cycliste sur route français. Vainqueur de la Flèche wallonne 1987.
- 1966 :
  - Tim Brown, joueur de foot U.S. américain.
- 1970 :
  - Sergueï Zoubov, hockeyeur sur glace soviétique puis russe. Champion olympique aux Jeux d'Albertville 1992.
- 1971 :
  - Kristine Lilly, footballeuse américaine. Championne olympique aux Jeux d'Atlanta 1996, Médaillée d'argent aux Jeux de Sydney 2000 et championne olympique aux Jeux d'Athènes 2004. Championne du monde de football 1991 et 1999. (352 sélections en équipe nationale).
- 1979 :
  - Lucas Luhr, pilote de courses automobile d'endurance allemand.
- 1980 :
  - Dirk Kuyt, footballeur néerlandais. (105 sélections en équipe nationale).
- 1983 :
  - Dries Devenyns, cycliste sur route belge. Vainqueur du Tour de Belgique 2016.
  - Je'Kel Foster, basketteur américain.
- 1984 :
  - Stewart Downing, footballeur anglais. (35 sélections en équipe nationale).
  - Fahrudin Melić, handballeur monténégrin. (29 sélections en équipe nationale).
- 1985 :
  - Takudzwa Ngwenya, joueur de rugby à XV américain. Vainqueur du Challenge européen 2012. (35 sélections en équipe nationale).
  - Mariama Signate, handballeuse française. Médaillée d'argent au championnat du monde de handball féminin 2009 et au championnat du monde de handball féminin 2011. Victorieuse de la Coupe Challenge de handball 2009. (147 sélections en équipe de France).
- 1986 :
  - Coleman Collins, basketteur américain.
  - Daniel Habesohn, pongiste autrichien. Champion d'Europe de tennis de table en double 2012 et par équipes 2015.
- 1987 :
  - Sam Bewley, cycliste sur piste et sur route néo-zélandais. Médaillé de bronze de la poursuite par équipes aux Jeux de Pékin 2008 et aux Jeux de Londres 2012.
  - Antoine Burban, joueur de rugby à XV français. (4 sélections en équipe de France).
  - Denis Gargaud Chanut, céiste français. Champion olympique de C1 aux Jeux de Rio 2016. Médaillé d'argent du C1 par équipes aux Mondiaux de canoë-kayak 2009, champion du monde du C2 par équipes et médaillé d'argent de C2 2010, champion du monde du C1 individuel et du C2 par équipes puis médaillé d'argent du C2 2011 ensuite médaillé de bronze du C1 par équipes 2013 et 2017. Médaillé d'argent du C1 par équipes aux CE de canoë-kayak 2009, de bronze du C1 par équipes 2010 et 2012, champion d'Europe du C1 par équipes et médaillé de bronze du C1 individuel 2011, champion d'Europe de canoë monoplaces par équipes et médaillé de bronze en C2 par équipe 2018, médaillé d'argent monoplace par équipes 2019 et champion d'Europe en monoplace 2021.
  - Charlotte Kalla, fondeuse suédoise. Championne olympique du 10km libre et médaillée d'argent du sprint par équipes aux Jeux de Vancouver 2010, championne olympique du relais 4×5km, médaillée d'argent du 10km libre et du 15km skiathlon aux Jeux de Sotchi 2014 puis championne olympique du 15km skiathlon aux Jeux de Pyeongchang 2018. Championne du monde de ski nordique du sprint par équipes en ski de fond 2011 puis championne du monde de ski nordique du 10km libre en ski de fond 2015.
- 1989 :
  - Daryl Janmaat, footballeur néerlandais. (34 sélections en équipe nationale).
  - Véronique Pierron, patineuse de vitesse sur piste courte française. Médaillée de bronze du relais 3 000m aux CE de patinage de vitesse sur piste courte 2018.
- 1991 :
  - Kenny Elissonde, cycliste sur route français.
  - Miralem Halilović, basketteur bosnien. (27 sélections en équipe nationale).
  - Tennys Sandgren, joueur de tennis américain.
- 1992 :
  - Vander Blue, basketteur américain.
  - Ibrahima Dabo, footballeur franco-malgache. (12 sélections avec l'Équipe de Madagascar).
- 1995 :
  - Perris Benegas, coureuse cycliste américaine spécialiste du BMX freestyle. Médaillée d'argent en park lors des Jeux olympiques d'été de 2024. Championne du monde de la même discipline en 2018.
- 1996 :
  - Tobias Mølgaard, footballeur danois.
  - Sam Underhill, joueur de rugby à XV anglais. Vainqueur du Tournoi des Six Nations 2020. (29 sélections en équipe nationale).
- 1997 :
  - Baptiste Couilloud, joueur de rugby à XV et de rugby à sept français. (11 sélections avec l'Équipe de France de rugby à XV)
- 2000 :
  - Florent Vanverberghe, joueur de rugby à XV français. Champion du monde junior de rugby à XV 2019.

### XXIesiècle
- 2001 :
  - Daniel Dumbrăvanu, footballeur moldave. (5 sélections en équipe nationale).
  - Elizabeth Hosking, snowboardeuse canadienne. Vice-champion du monde de half-pipe en 2023.
  - Casper van Uden, coureur cycliste néerlandais.
- 2002 :
  - Jules Bouyer, plongeur français. Médaillé de bronze du tremplin synchronisé à 3m aux Mondiaux 2023. Médaillé de bronze du tremplin synchronisé à 3m aux CE de plongeon 2023.
  - Yoann Cathline, footballeur français.
  - Jakub Szymański, athlète polonais. Vice-champion d'Europe en salle du 60 mètres haies en 2023.
- 2004 :
  - Nicolas Milesi, coureur cycliste italien.
  - Yankuba Minteh, footballeur gambien. (7 sélections en équipe nationale).
  - Logi Róbertsson, footballeur islandais. (1 sélection en équipe nationale).
- 2006 :
  - Daouda Traoré, footballeur français.

## Décès

### XXesièclede1901à1950
- 1924 :
  - Joseph Verlet, 40 ans, footballeur français. (7 sélections en équipe de France). (° 16 août 1883).

### XXesièclede1951à2000
- 1967 :
  - Günter Klass, 31 ans, pilote de courses automobile d'endurance et de rallyes allemand. (° 25 janvier 1936).
- 1979 :
  - Sándor Kocsis, 49 ans, footballeur hongrois. Champion olympique aux Jeux d'Helsinki 1952. Vainqueur de la Coupe des villes de foires 1960. (68 sélections en équipe nationale). (° 23 septembre 1929).
- 1995 :
  - Harold Larwood, 90 ans, joueur de cricket anglais. (21 sélections en test cricket). (° 14 novembre 1904).

### XXIesiècle
- 2007 :
  - Jean Stablinski, 75 ans, cycliste sur route français. Champion du monde de cyclisme sur route 1962. Vainqueur du Tour d'Espagne 1958 et de l'Amstel Gold Race 1966. (° 21 mai 1932).
  - Rollie Stiles, 100 ans, joueur de baseball américain. (° 17 novembre 1906).
- 2010 :
  - Jorgen Ulrich, 74 ans, joueur de tennis danois. (° 21 août 1935).
- 2017 :
  - Bernard Consten, 85 ans, pilote de rallyes automobile et d'endurance français. (° 5 avril 1932).